# Менчешть
Менчешть, Менчешті (рум. Măncești) — село у повіті Алба в Румунії. Входить до складу комуни Хоря.
Село розташоване на відстані 335 км на північний захід від Бухареста, 66 км на північний захід від Алба-Юлії, 58 км на південний захід від Клуж-Напоки.

## Населення
За даними перепису населення 2002 року у селі проживали 76 осіб, усі — румуни. Усі жителі села рідною мовою назвали румунську.